# Marina Rebeka
Marina Rebeka (née en 1980 à Riga) est une soprano lettone qui se produit sur les scènes lyriques internationales.

## Biographie et carrière
Marina Rebeka a commencé ses études musicales en Lettonie et a continué en Italie où elle a été diplômée du Conservatoire Sainte-Cécile de Rome (2007). Pendant ses études, elle a aussi suivi l'Académie Internationale d'été de Salzbourg, et l'Académie Rossini à Pesaro.
La jeune soprano lettone a abordé quelques rôles comme celui d'Anna dans Maometto II de Rossini au festival de Pesaro, quand elle est remarquée au Festival de Salzbourg 2009 dans le rôle d'Anai dans Moise et Pharaon sous la direction de Riccardo Muti ce qui lui donne, dès lors, la possibilité de chanter sur les scènes internationales, notamment dans les œuvres de Mozart et de Rossini. Toujours au festival de Pesaro, cette fois en 2013, elle est Mathilde dans le Guillaume Tell mis en scène par Graham Vick avec Juan Diego Florez en Arnold et  Nicola Alaimo dans le rôle-titre, qui fera l'objet d'un DVD.
Ainsi aborde-t-elle les rôles de Donna Anna puis Donna Elvira dans Don Giovanni pour ses débuts au Metropolitan Opera, la comtesse de Folleville dans Il Viaggo a Reims à Milan, Elettra dans Idomeneo à Nancy en 2009  et en 2016 dans une version concertante à Ingolstadt tout en chantant régulièrement la Traviata. Elle se produit également dans le répertoire baroque, comme dans l'Ariodante de Haendel à l'opéra de Lausanne en 2016, où sa Ginevra est ainsi caractérisée par le critique de ResMusica « Marina Rebeka fait partie de ces rares artistes lyriques qui, de leur seule voix, sont capables d’incarner leurs rôles ». Elle s'illustre également au Festival de Baden Baden en 2017 quand elle remplace Sonya Yoncheva souffrante, dans le rôle de Vitellia dans La clemenza di Tito (la clémence de Titus), sous la direction de Yannick Nezet-Seguin aux côtés du Sesto de Joyce DiDonato et du Titus de Rolando Villazon.
Elle poursuit sa carrière avec quelques grands succès comme sa Violetta dans La traviata à la Scala de Milan puis à l'opéra de Paris en remplacement d'Anna Netrebko déclarée forfait, en janvier 2018, dans la mise en scène de Benoit Jacquot, alors que Placido Domingo chante Germont père. La même année elle aborde pour la première fois Anna Bolena, l'une des fameuses reines de Donizetti, à l'Opéra de Bordeaux, rôle qu'elle reprend à Paris au Théâtre des Champs-Elysées en 2022. Elle a chanté également une autre reine de Donizetti, Maria Stuarda à Rome l'année précédente et considère ce rôle comme le plus difficile du répertoire du bel canto, et Norma de Bellini notamment au Capitole de Toulouse en 2019 et au Metropolitan Opera.
De Verdi, outre Violetta, elle chante également Luisa Millier dans une intégrale enregistrée par BR Klassik et Amelia dans Simon Boccanegra pour ses débuts au Teatro Real de Madrid.
Son répertoire s'élargit encore avec des rôles dans les opéras français comme Marguerite dans le Faust de Gounod, Leila dans les pêcheurs de perles de Bizet, le rôle-titre de Thais à la Scala de Milan
Si elle a dû annuler sa prise de rôle en Imogène dans il Pirata prévue à Genève en février 2019, elle tiendra finalement ce rôle dans une intégrale publiée chez Prima Classic en 2021, proposant une version complète de cette œuvre de Bellini rarement donnée, avec le ténor Javier Camarena.
Le 9e Festival du Palazzetto Bru Zane à Paris présente La Vestale de Spontini en juin 2022, version concert au Théâtre des Champs-Elysées où elle tient le rôle de Julia.
Marina Rebeka se produit régulièrement dans des récitals, comme au Rossini Opera Festival de Pesaro, à la salle de concert Rudolfinum de Prague, au St. John´s Hall de Londres, à La Scala de Milan, au Grand palais des festivals de Salzbourg, au Palau de la Musica Catalana de Barcelone, au Palais des festivals de Baden-Baden, accompagnée par des ensembles comme le Mahler Chamber Orchestra, le Royal Scottish National Orchestra, l’Orchestre philharmonique tchèque, l'orchestre du Teatro Comunale de Bologne, l'Orchestre philharmonique de Vienne et la Filarmonica della Scala de Milan.
Elle chante Thaïs de Massenet à la Salle Garnier de Monte Carlo en janvier 2021, avant de reprendre ce rôle à la Scala de Milan en mars 2022.
Son premier CD en solo, Mozart Arias, avec Speranza Scappucci et l'Orchestre philharmonique royal de Liverpool est sorti en novembre 2013 (EMI, Warner Classics), son album suivant Amor Fatale, des arias de  Rossini, avec Marco Armiliato et l’Orchestre de la radio de Munich est sorti à l'été 2017 chez BR-Klassik.

## Enregistrements
- 2013: CD Gioachino Rossini : petite messe solennelle, Antonio Pappano, Orchestra e Coro della Accademia Nazionale di Santa Cecilia (EMI)
- 2013: CD Wolfgang Amadeus Mozart : Opera arias, Speranza Scappucci, Royal Liverpool Philharmonic Orchestra (Warner Music)
- 2015: CD Giacomo Puccini : La Bohème, live at the Met (The Metropolitan Opera New York)
- 2015: DVD Gioachino Rossini : Guillaume Tell, Michele Mariotti, Orchestra e Coro del Teatro Comunale di Bologna (DECCA)
- 2016: CD Featured in Romance at the Met (live) (The Metropolitan Opera New York)
- 2017: CD Gioachino Rossini : Amor fatale, Marco Armiliato, Bayerischer Rundfunk Orchestra (BR-Klassik)
- 2018: CD Giuseppe Verdi : Luisa Miller (live), Ivan Repušić, Bayerischer Rundfunk Orchestra (BR-Klassik)
- 2018: CD Wolfgang Amadeus Mozart : La clemenza di Tito (live), Yannick Nézet-Séguin, Chamber Orchestra of Europe, RIAS Kammerchor (Deutsche Grammophon)
- 2020 : CD Elle, répertoire français d'opéra, Marina Rebeka, soprano, Sinfonieorchester St. Gallen, Switzerland, direction musicale : Michael Balke, Prima Classic
- 2020 : CD Credo, répertoire sacré,  Marina Rebeka  et Pitrenas Modestas, Orchestre Sinfonietta Riga Label Prima Classic[19]
- 2022 : CD Voyages, avec Mathieu Pordoy, mélodies, Prima Classics, PBZ.
- 2023 : CD Essence, Wroclaw Opera Orchestra, direction : Marco Boemi - CD Prima Classic 2023